# مارك مولر
مارك مولر (بالدنماركية: Marc Møller)‏ (7 يونيو 1986 بالدنمارك - ) هو لاعب كرة قدم دانمركي في مركز الدفاع. لعب مع نادي لينغبي ونادي ميتييلاند وHolstebro Boldklub ‏.

## وصلات خارجية
- مارك مولر على موقع قاعدة بيانات كرة القدم.إي يو (الإنجليزية)